# Mănăstirea Ćelije
Mănăstirea Ćelije (în sârbă Манастир Ћелије) este o mănăstire ortodoxă sârbă închinată Sfântului Arhanghel Mihail și amplasată pe teritoriul satului Lelić din districtul Kolubara (regiunea Serbia Centrală, Serbia). A fost fondată la sfârșitul secolului al XIII-lea și se află în jurisdicția canonică a Eparhiei de Valjevo. Astăzi, mănăstirea este înconjurată de copaci înalți, așa că nu poate fi văzută de departe.
Ea este cunoscută mai ales ca mănăstirea în care a trăit teologul Iustin Popović (1894–1979), care a fost canonizat de Biserica Ortodoxă Sârbă în 2010.
Mănăstirea Ćelije a fost înscrisă în 1979 pe lista monumentelor culturale de importanță mare ale Republicii Serbia.

## Poziție geografică

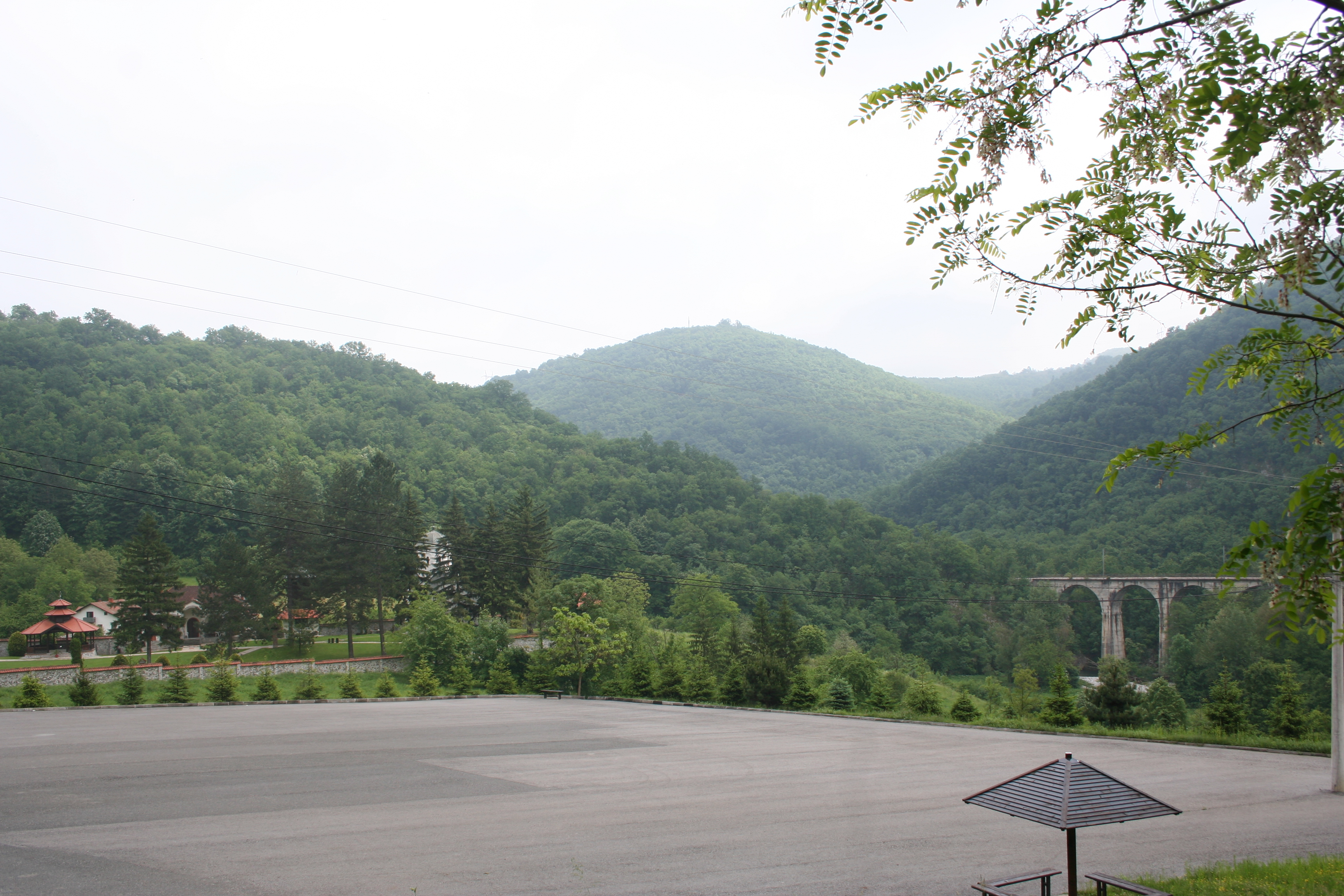
Imagine a Mănăstirii Ćelije, 2017.

Mănăstirea se află pe malul stâng al râului Gradac, într-o zonă deluroasă care face parte din arealul satului Lelić, la o distanță de 6 km sud-vest de orașul Valjevo. Gradac este un râu subteran, care izvorăște de la poalele muntelui Povlen, coboară sub pământ după câțiva kilometri, apare din nou la suprafață în apropierea satului Bogatići, deasupra Mănăstirii Ćelije, și curge apoi printr-un defileu șerpuit până la mănăstire.

## Istorie

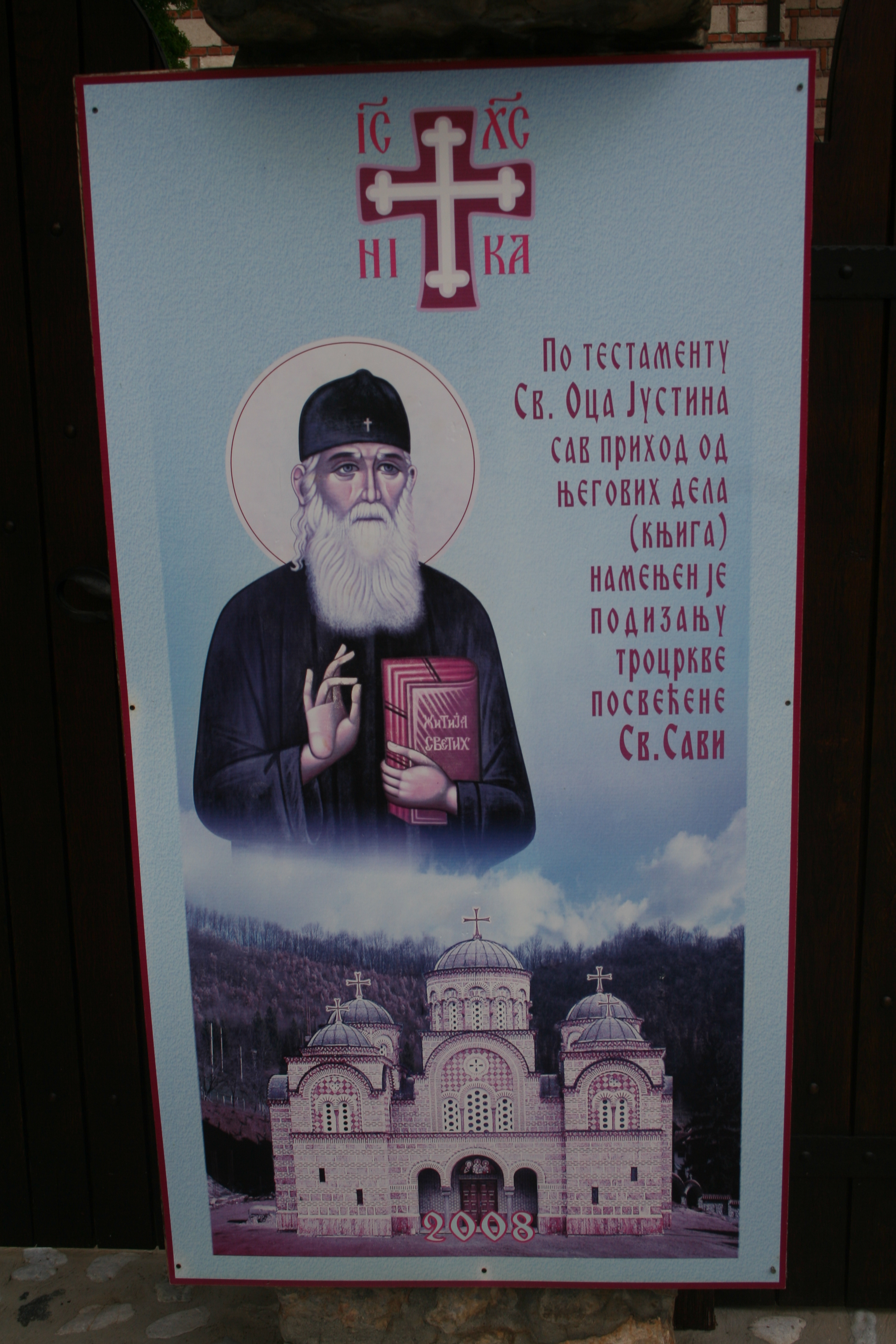
Părintele Iustin de la Ćelije

Perioada exactă a întemeierii mănăstirii nu se cunoaște, dar, potrivit arhitecturii sale, biserica principală a mănăstirii, închinată Sfântului Arhanghel Mihail, datează din Evul Mediu târziu. Legendele locale susțin că mănăstirea a fost fondată de regele sârb Ștefan Dragutin, care a domnit în această regiune din 1282 până în 1316. Potrivit unei legende, trei frați din dinastia regală Nemanjići au construit trei mănăstiri în această zonă: Ćelije, Jovanje și Pustinja.
Cu toate acestea, mănăstirea a fost întemeiată cel mai probabil în timpul domniei despotului Ștefan Lazarević (1389-1427) în perioada renașterii sociale și religioase a Serbiei de Vest. În acea vreme, reședința mitropolitului era în orașul Valjevo, în timp ce catedrala mitropolitană era biserica Mănăstirii Ćelije.

### Perioada otomană și luptele pentru eliberarea Serbiei
În perioada stăpânirii otomane, Mănăstirea Ćelije a fost demolată și incendiată de mai multe ori și a fost reconstruită de fiecare dată în același loc. Cei mai cunoscuți preoți din acea perioadă au fost Danilo Vukašinović, care a luat parte la adunarea conducătorilor sârbi de la Belgrad din 1733, Hadži-Ruvim și alții. Mănăstirea Ćelije a fost menționată în 1560 în sursele documentare turcești ca o mănăstire aflată în apropierea satului Lelić, iar pe tot parcursul secolului al XVIII-lea a fost centrul celor mai importante activități religios-politice din regiunea Valjevo. În prima jumătate a secolului al XVIII-lea sârbii s-au aliat cu austriecii, dar au fost înfrânți ulterior de turci. Etnicii sârbi au migrat către nord, sub conducerea arhiepiscopului Arsenije al IV-lea Jovanović. În 1739 câteva mii de familii sârbe au fost masacrate de turci în apropierea Mănăstirii Ćelije. Începând de atunci, satul din apropiere a fost cunoscut sub numele de „Lelići” sau „Leleci” („lelek” înseamnă plâns, doliu, strigăt de disperare).

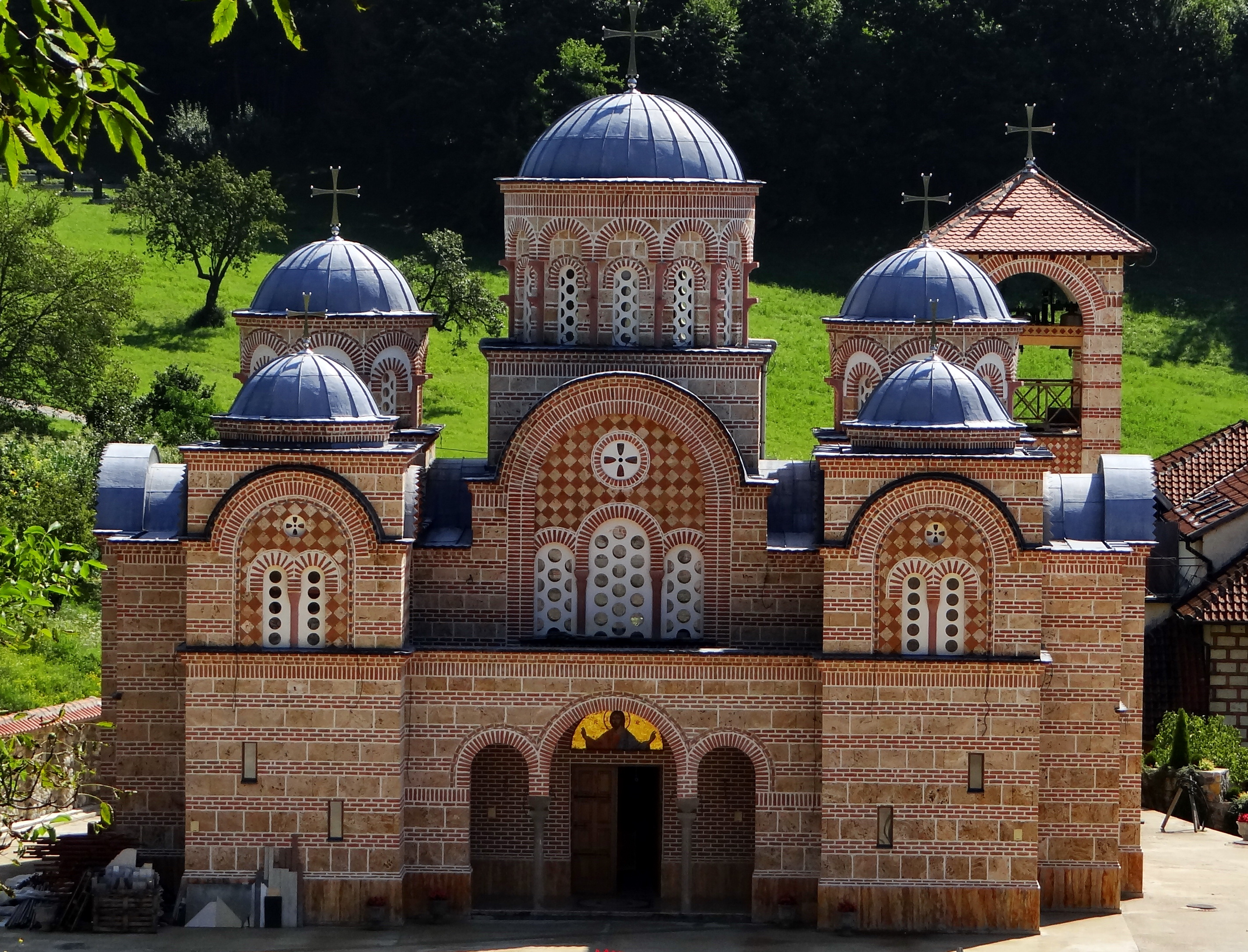
Biserica nouă cu trei altare a părintelui Iustin de la Ćelije, care a fost închinată Sfântului Sava, Sfântului Iustin Martirul și Sfintei Maria Egipteanca.

Călugării de seamă ai acestei mănăstiri au jucat un rol semnificativ în declanșarea revoltei împotriva turcilor, motiv pentru care, la începutul anului 1791, Pașa Bușatlija a incendiat Mănăstirea Ćelije, împreună cu 13 biserici din regiunea Valjevo. În a doua jumătate a secolului al XVIII-lea, călugării Mănăstirii Ćelije au luat parte la răscoala condusă de Koča Kapetan, motiv pentru care turcii au incendiat mănăstirea în 1791. Curând după aceea, în 1793, Biserica „Sf. Arhanghel Mihail” a fost reconstruită din nou de sârbi. În acea perioadă, egumenul mănăstirii era Hadži–Ruvim.
În 1804 clerul Mănăstirii Ćelije a luat parte la organizarea Primei Răscoale Sârbe, condusă de Karađorđe Petrović. În curtea mănăstirii se află mormântul cneazului Ilija Birčanin, decapitat de turci la 4 ianuarie 1804, împreună cu alți conducători sârbi.
În 1810 turcii au incendiat din nou mănăstirea, dar sârbii au reconstruit-o în 1811, cu ajutorul unor credincioși ortodocși armeni bogați din Valjevo. Cupola principală a fost construită în stil armenesc după dorința unuia dintre binefăcătorii armeni.
În perioada 1804-1813 Mănăstirea Ćelije a găzduit spitalul militar al lui Karađorđe. În anul 1837 mănăstirea a fost transformată în biserică parohială. Mai târziu, în Serbia eliberată de Miloš Obrenović, în clădirea mănăstirii a funcționat școala-internat elementară, pe care a frecventat-o Nikolaj Velimirović, viitor teolog și episcop ortodox sârb.

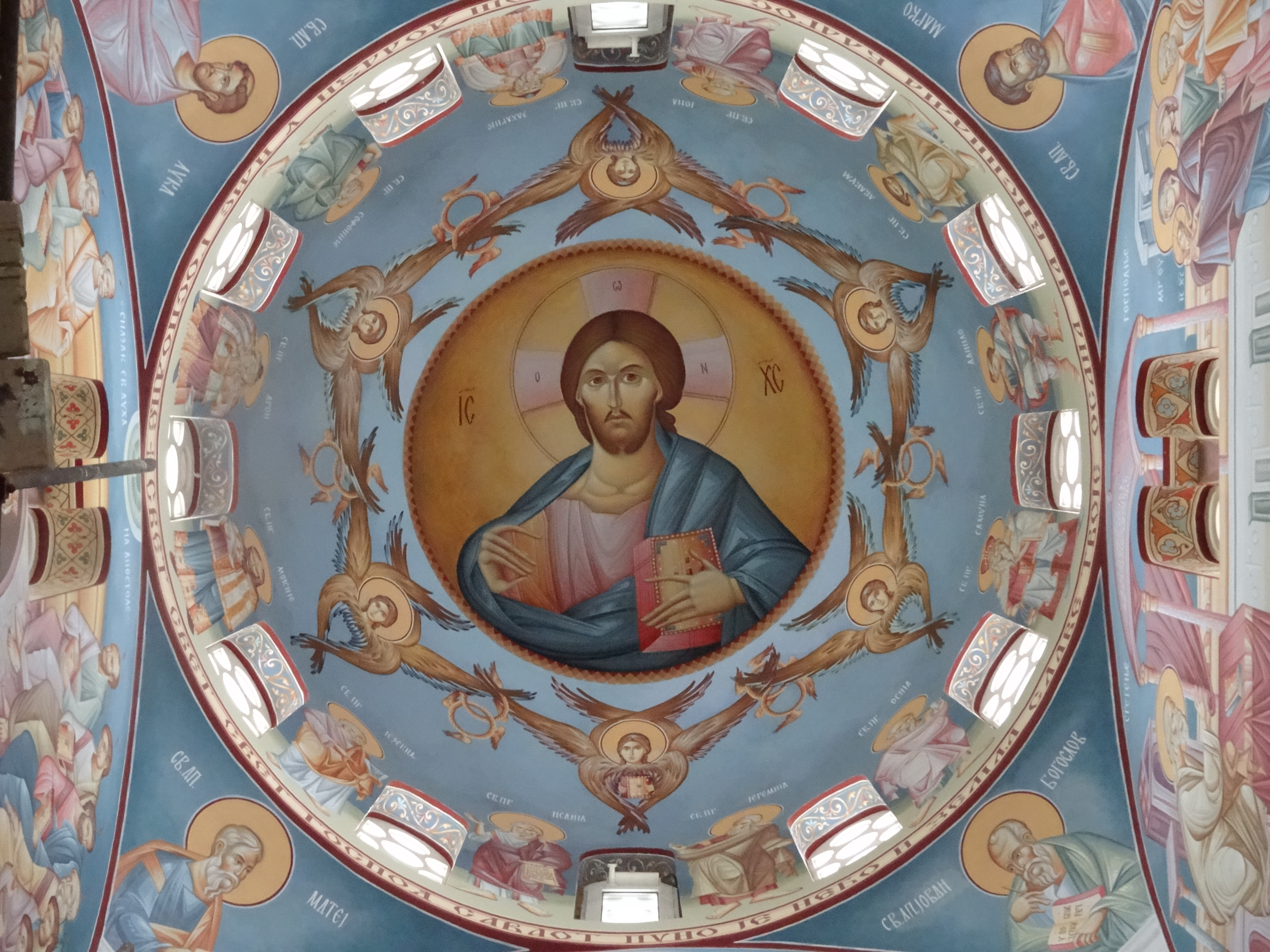
Hristos Pantocrator pe cupola centrală a bisericii noi.

### Secolul al XX-lea
În timpul Primului Război Mondial, austriecii au demolat clădirile mănăstirii, dar ele au fost reconstruită curând. La sfârșitul anului 1928, prin decizia Sfântului Sinod al Bisericii Ortodoxe Sârbe, a fost reactivată Mănăstirea Ćelije ca mănăstire de maici. În perioada 1935-1946 a funcționat ca mănăstire de călugări, pentru ca din 1945 să redevină mănăstire de maici. Clădirile mănăstirii au fost distruse din nou în timpul celui de-al Doilea Război Mondial și reconstruite după război de maici, care au găsit în pământ un număr mare de oase vechi, care proveneau din diferite perioade.
Teologul și monahul Justin Popović (1894-1979) a venit la mănăstirea Ćelije în 1948, la invitația stareței Sara, și a trăit acolo până în 1979, când a murit. Cunoscut ca Părintele Iustin, el a fost autorul mai multor lucrări teologice și unul dintre fondatorii Societății Filozofice Sârbe.
Biserica „Sf. Arhanghel Mihail” a Mănăstirii Ćelije a fost considerată monument cultural prin decizia nr. 1423/50 din 10 noiembrie 1950 a Institutului pentru Protecția și Studiul Științific al Monumentelor Culturale al Republicii Socialiste Serbia. În baza acestei decizii, a fost inclusă la 12 ianuarie 1983 pe lista monumentelor culturale de importanță mare ale Republicii Serbia (ID nr. SK 362).
Stareța mănăstirii este din 1967 monahia Glikerija Janjić (n. 1934), care a intrat în Mănăstrea Ćelije în 1947, când avea vârsta de 13 ani.

### Prezent
Părintele Iustin a cerut, prin testament, ucenicilor săi să-i publice scrierile și cu banii obținuți să construiască o biserică cu trei altare în cinstea Sf. Sava (altarul principal), Sf. Iustin Martirul (altarul sudic) și Sf. Maria Egipteanca (altarul nordic). Proiectul noii biserici a fost realizat de arhitectul prof. Predrag Ristić, iar fundația a fost sfințită în anul 2007 de un sobor format din 12 ierarhi. Lucrările au fost încheiate în anul 2019.
Cu ocazia aniversării a opt secole de autocefalie ale Bisericii Ortodoxe Sârbe și a 125 de ani de la nașterea și 40 de ani de la moartea celebrului monah Iustin Popović, biserica nouă a mănăstirii a fost sfințită la 22 septembrie 2019, în ziua prăznuirii Sf. Ioachim și Ana, de un sobor format din mai mulți episcopi (mitropolitul Amfilohije al Muntenegrului și Litoralului, arhiepiscopul Marko al Berlinului și Germaniei, episcopii Irinej de Backa, Pahomije de Vranje, Jovan de Sumadija, Teodosije de Raska-Prizren, David de Krusevac, Heruvim de Osek-Polje și Baranja, Isihije de Mohacs, Jovan de Nis, Atanasije de Zahumlje-Herzegovina și Milutin de Valjevo), împreună cu un număr mare de preoți și călugări sârbi, în prezența unor reprezentanți ai altor biserici ortodoxe și a mii de credincioși ortodocși.

## Arhitectură și obiecte de patrimoniu

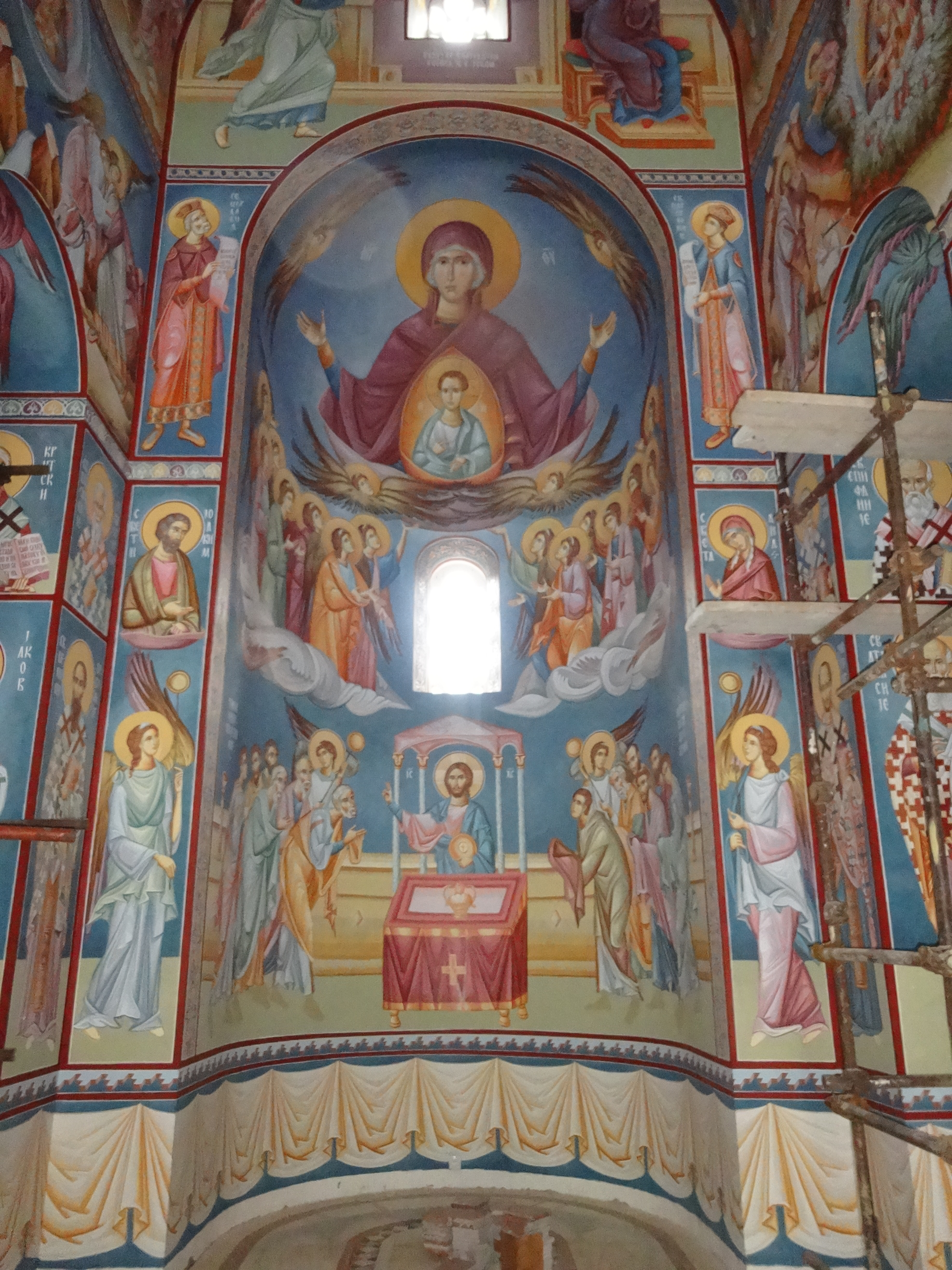
Pictură murală din interiorul bisericii noi.

Biserica „Sf. Arhangheli Mihail și Gavriil” a Mănăstirii Ćelije, are forma unei bazilici bizantine cu o singură navă și o cupolă deasupra naosului. Înălțimea bisericii până la tavan este de 11 metri. Cupola cu nouă fețe nu se sprijină pe pilaștri, așa cum se obișnuiește, ci pe zidurile groase și pe arcadele în trepte. Ultima restaurare a cupolei a avut loc în 1936. Iconostasul datează din perioada 1798-1800 și a fost pictat de artistul Petar Nikolajević Moler, dar a fost distrus în 1810; noul iconostas a fost pictat în 1816 de vărul lui Petar, Jeremija Mihailović.
Cea mai veche icoană din mănăstire este icoana Sfinților Arhangheli, care datează de dinaintea anului 1798, când a fost dăruită mănăstirii, iar cea mai veche carte este Boženstvenaja skrižalj („Tabernacolul divin”), care a fost cumpărată din Rusia în 1715 de mitropolitul Danilo Petrovic de Cetinje și apoi donată mănăstirii. Alte cărți vechi sunt două minee pentru lunile martie și noiembrie, ce datează, după modul de tipărire și formatul mic, din primele decenii ale secolului al XVIII-lea și se presupune că au a fost tipărite la Veneția, Veliki Trebnik, care a fost tipărit în Rusia în a doua jumătate a secolului al XVIII-lea și a devenit proprietatea mănăstirii în jurul anului 1814, și Vechiul Testament în limba slavonă, care a aparținut cândva lui Matija Nenadović.
În cadrul mănăstirii funcționează o tipografie de cărți religioase și un atelier de pictare a icoanelor.

## Loc de pelerinaj

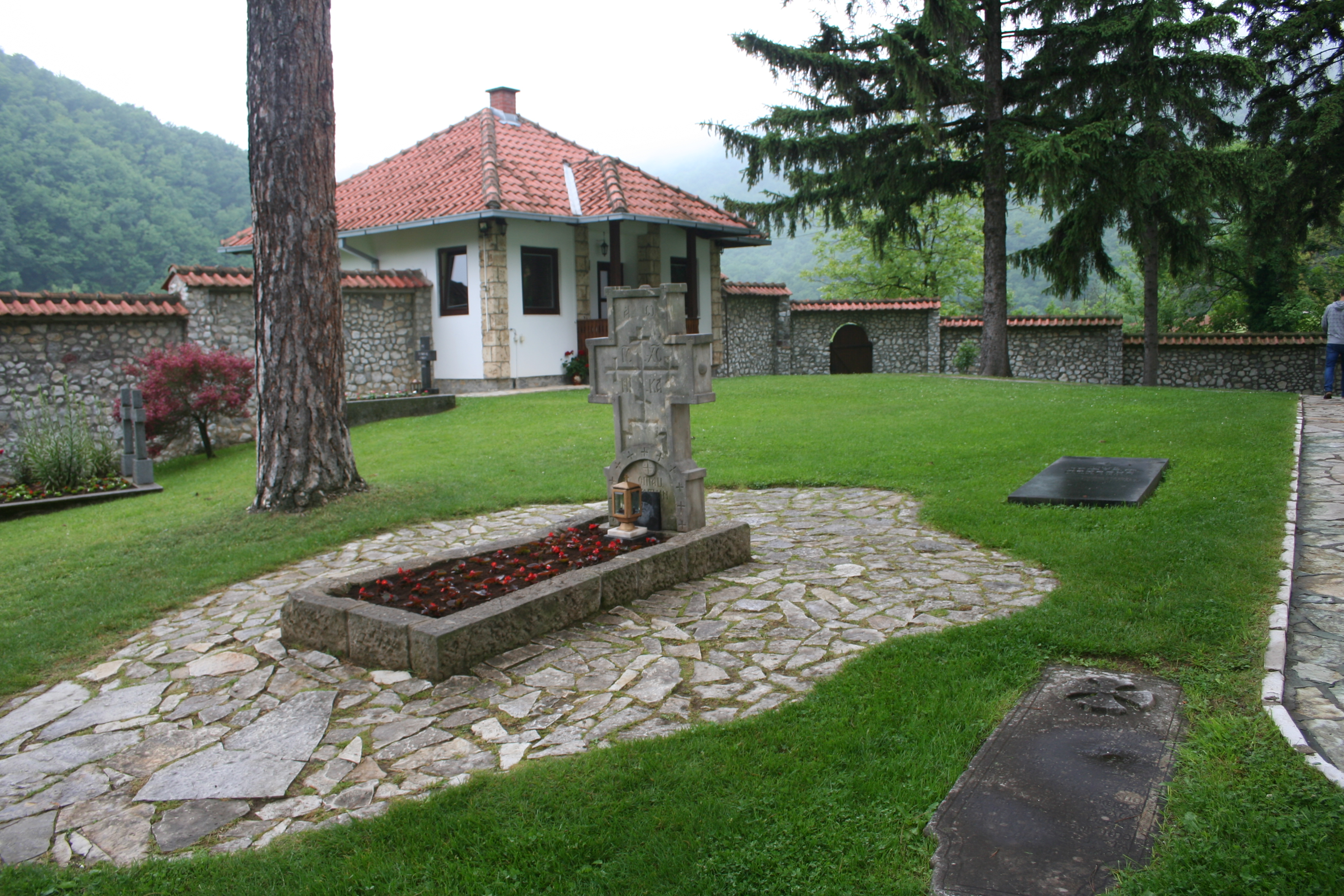
Mormântul Sfântului Iustin de la Ćelije.

Mănăstirea este cunoscută pentru faptul că aici a trăit arhimandritul dr. Justin Popović (1894–1979), al cărui mormânt se află în partea de sud a altarului și nu conține, potrivit voinței lui, decât o cruce de piatră.
În partea stângă a bisericii vechi, către altar, chiar lângă ușa nordică, se află mormântul cneazului Ilija Birčanin de Podgor, care a fost decapitat public la Valjevo în 4 ianuarie 1804, împreună cu Aleksa Nenadović, cneazul de Tamnava.
Noua biserică cu trei altare închinată Sfântului Sava, Sfântului Iustin Martirul și Sfintei Maria Egipteanca a fost sfințită în septembrie 2019. În această biserică se află moaștele Sfântului Iustin de la Ćelije, care au fost deshumate și transferate aici la 14 iunie 2014, în cadrul unei ceremonii religioase oficiate de un sobor de 20 de episcopi în frunte cu patriarhul Irineu al Serbiei, la care au participat 15.000 de pelerini, și o parte din moaștele Sfântului Nectarie din Eghina.

## Legături externe
- Site-ul oficial
- Mănăstirea Ćelije pe www.discoverserbia.org